# Graniczki (Brudzewek)
Graniczki – niestandaryzowana część wsi Brudzewek położona w województwie wielkopolskim, w powiecie pleszewskim, w gminie Chocz.
W latach 1975–1998 miejscowość administracyjnie należała do województwa kaliskiego.
Miejscowość jest położona przy drodze łączącej Brudzewek z Brudzewem. Około 1 km od wsi znajduje się droga wojewódzka nr 442 oraz rzeka Prosna.
We wsi mieszka 14 osób. W czasach zaborów Graniczki, znajdowały się w pobliżu granicy między zaborem pruskim i rosyjskim, stąd pochodzi nazwa miejscowości. W 1956 Graniczki zostały podzielone na dwa powiaty, na powiat pleszewski i na kaliski. Granica międzygminna w tym miejscu istniała co najmniej od 1937. Drugą częścią leżącą w gminie Blizanów są Graniczki.